# 稲田示植
稲田 示植（いなだ しげたね）は、安土桃山時代から江戸時代前期にかけての武将。蜂須賀氏の家臣。徳島藩筆頭家老。淡路国洲本城代・稲田氏2代当主。

## 生涯
稲田氏は村上源氏の系統。
天正5年（1577年）、稲田植元の子として生まれる。天正18年（1590年）、小田原征伐で初陣する。文禄元年（1592年）、慶長2年（1597年）の文禄・慶長の役にも父と共に出陣し、南原城の戦いで戦功を挙げた。
慶長19年（1614年）から慶長20年（1615年）にかけての大坂の陣に父や子・植次の3代で出陣し、徳川家康より感状を受ける（阿波の七感状）。元和元年（1615年）、大坂の陣の戦功により、主君蜂須賀至鎮が淡路一国を賜ると、家康の命で淡路由良城代となる。
元和6年（1620年）、藩主蜂須賀忠英の将軍徳川秀忠への御目見の際に同席する。寛永7年（1630年）、淡路の政庁を城下町として手狭な由良から洲本に移転することを認められ、寛永11年（1634年）にかけて新たに城下町を建設して移転する（由良引け）。寛永14年（1637年）、島原の乱の際に、藩船で江戸幕府の上使板倉重昌等を輸送する。
正保3年（1646年）隠居して、家督を嫡男の植次に譲る。慶安3年（1650年）3月12日死去、享年74。